# Giuseppe Favalli
Giuseppe Favalli   (Orzinuovi, 8 de gener de 1972) és un fexfutblista professional italià. Va ser un defensor versàtil, consistent, tenaç i experimentat,  capaç de jugar com a central i també en el lateral esquerre o dret com a lateral.
Després de començar la seva carrera amb Cremonese el 1988, va jugar als clubs de la Sèrie A Lazio, Internazionale i Milan. En l'àmbit internacional, Favalli va representar la selecció italiana en vuit ocasions entre 1994 i 2004, i va ser membre de la selecció del seu país a la UEFA Euro 2004. També va ser membre de la selecció sub-23 que va participar als Jocs Olímpics d'estiu de 1992.